# Округ Пери (Пенсилванија)
Округ Пери (енгл. Perry County) је округ у америчкој савезној држави Пенсилванија.

## Демографија
По попису из 2010. године број становника је 45.969, што је 2.367 (5,4%) становника више него 2000. године.
| Група             | 2000.          | 2010.          |
| Белци             | 42.772 (98,1%) | 44.427 (96,6%) |
| Афроамериканци    | 189 (0,4%)     | 296 (0,6%)     |
| Азијати           | 65 (0,1%)      | 164 (0,4%)     |
| Хиспаноамериканци | 301 (0,7%)     | 588 (1,3%)     |
| Укупно            | 43.602         | 45.969         |